# Lago Orsa
El lago Orsa es un lago en la provincia sueca de Dalarna.  Está conectado con el Siljan por un estrecho alargado de cuatro kilómetros, llamado Moranoret. El lago Orsa tiene 14 km de largo y 6,5 km de ancho. El lago tiene una superficie de 53 km² y su profundidad máxima alcanza los 94 metros.